# Suite Boulogne

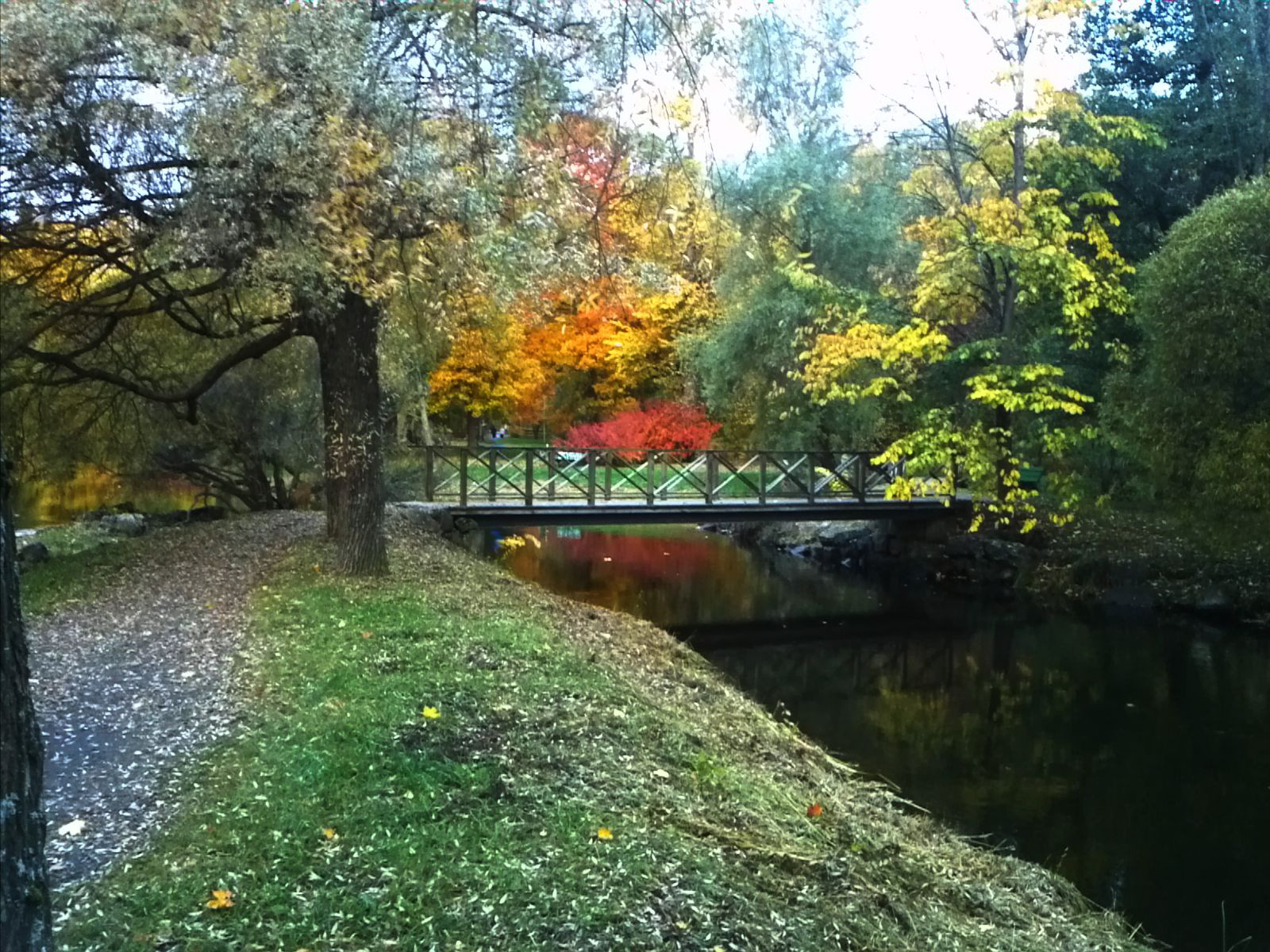
Boulognerskogen met riviertje Gävleån

Suite Boulogne is een compositie van de Zweedse componist Bo Linde.
Linde schreef het werk voor uitvoeringen tijdens zomerconcerten gehouden in het Boulognerskogen, een stadspark in Gävle. Daar hielden de musici van het plaatselijk orkest in de zomer concerten om hun beurs bij te vullen. Het orkest was namelijk semiprofessioneel en musici werden maar voor 8 maanden uitbetaald. De première vond echter plaats in het Furuvikenpark, de plaatselijke dierentuin, op 29 mei 1966. Linde zat zelf achter de piano en bespeelde de benodigde fluitjes; hij werd begeleid door wat later het Gävle symfoniorkester zou worden onder leiding van dirigent Carl Rune Larsson. De componist noemde het een optocht van allerlei mogelijke melodietjes (kavalkad på alla möjliga melodier).
De suite bestaat uit zes deeltjes met officiële en officieuze benamingen:
1. Marche d'entrée – con umore (We beginnen met een mars)
2. Valse capricieuse – tempo rubato (dan een wals)
3. Mélodie simple – tranquillo, ma fluente (een simpel tussendoortje)
4. à L’Écosse – tempo di gigue (iets opgewekter)
5. Valse mignonne – a piacere (opgedragen aan schilder Pär Lindblad) (opnieuw een wals)
6. Marche départe - consirito  (en tot slot: een mars)

Deel vijf is een van de populairste stukken op de Zweedse radio; het is sinds 2013 al meer dan 100 keer uitgezonden. De populariteit van de suite is ook af te leiden uit een opname van een van de grotere orkesten van Zweden, het Malmö Symfoniorkester onder leiding van Stig Rybrant uit de jaren 70 voor Philips Records. Pas in 2002 werd het opnieuw opgenomen.
Het Konserthus, thuisbasis van het Symfonieorkest Gävle, vernoemde een van haar grotere vergaderzalen (geschikt voor maximaal 60 personen) naar deze suite. Een grotere vergaderruimte draagt al de naam van de componist.
Orkestratie:
- 1 dwarsfluiten, 1 hobo, 1 klarinetten, 1 fagotten
- 1 hoorn, 1 trompetten, 1 trombones
- 1 man/vrouw percussie, piano
- violen, altviolen, celli, contrabassen